# Arno Wallaard Memorial 2023
L'Arno Wallaard Memorial 2023, trentottesima edizione della corsa e valevole come evento dell'UCI Europe Tour 2023 categoria 1.2, si svolse il 15 aprile 2023, su un percorso di 188,1 km, con partenza e arrivo a Meerkerk, nei Paesi Bassi. La vittoria fu appannaggio del danese Rasmus Bøgh Wallin, il quale completò il percorso in 4h12'47", alla media di 44,647 km/h, precedendo l'olandese Coen Vermeltfoort e il lettone Mārtiņš Pluto.
Sul traguardo di Meerkerk 51 ciclisti, su 167 partiti, portarono a termine la competizione.

## Squadre partecipanti
| N.      | Cod. | Squadra                        |
| ------- | ---- | ------------------------------ |
| 1-7     | SPC  | Saint Piran                    |
| 11-16   | ABC  | Abloc CT                       |
| 21.27   | ALQ  | Allinq Continental Cyclingteam |
| 31-37   | BCY  | Beat Cycling Club              |
| 41-47   | MET  | Metec-Solarwatt p/b Mantel     |
| 51-57   | SRT  | Scorpions Racing Team          |
| 61-67   | TDT  | TDT-Unibet Cycling Team        |
| 71-77   | UNI  | Universe Cycling Team          |
| 81-87   | VWE  | VolkerWessels Cycling Team     |
| 91-97   | TIS  | Tarteletto-Isorex              |
| 101-107 | GDM  | Materiel-Velo.com              |
| 111-117 | GSH  | Restaurant Suri-Carl Ras       |
| 121-127 | LKH  | Team Lotto-Kern Haus           |

| N.      | Cod. | Squadra                         |
| ------- | ---- | ------------------------------- |
| 131-137 | TSM  | Storck-Metropol Cycling         |
| 141-147 | SVL  | Saris Rouvy Sauerland Team      |
| 151-156 | XSU  | XSpeed United Continental       |
| 161-166 | GLC  | Global 6 Cycling                |
| 171-177 | ARA  | ARA-Skip Capital                |
| 181-187 |      | Team Ringerikskraft             |
| 191-197 |      | NWVG                            |
| 201-207 |      | Sensa-Kanjers voor Kanjers      |
| 211-217 |      | Monda Vakantiepark-IJsselstreek |
| 221-227 |      | DRC de Mol                      |
| 231-237 |      | Willebrord Wil Vooruit          |
| 241-247 |      | GRC Jan van Arckel              |

## Ordine d'arrivo (Top 10)
| Pos. | Corridore          | Squadra      | Tempo    |
| ---- | ------------------ | ------------ | -------- |
| 1    | Rasmus B. Wallin   | R. Suri      | 4h12'47" |
| 2    | Coen Vermeltfoort  | VolkerWessel | a 16"    |
| 3    | Mārtiņš Pluto      | Abloc CT     | s.t.     |
| 4    | Timothy Dupont     | Tarteletto   | s.t.     |
| 5    | Joshua Huppertz    | Lotto-Kern   | s.t.     |
| 6    | Thibau Verhofstadt | Tarteletto   | s.t.     |
| 7    | Harry Tanfield     | TDT-Unibet   | s.t.     |
| 8    | Daniel Stampe      | R. Suri      | s.t.     |
| 9    | Tomáš Kopecký      | TDT-Unibet   | s.t.     |
| 10   | Jelle Johannink    | Abloc CT     | s.t.     |